# Lucía Gevert Parada
Lucía Enriqueta Gevert Parada (Santiago de Chile, 2 de agosto de 1932-Santiago de Chile, 19 de mayo de 2021) fue una periodista, escritora, editora y ex diplomática chilena en Alemania Federal durante la Dictadura Militar de Augusto Pinochet. Fue presidenta de la Asociación Nacional de Mujeres Periodistas, editora del suplemento Mampato en El Mercurio durante la década de 1960, y presidenta del International Board on Books for Young People-Chile durante 1968-1973 y 1980-1995, asociación de la que fue una de sus fundadoras junto a las escritoras Marcela Paz, Alicia Morel y Maite Allamand, entre otras. Además, fue una de las partícipes en la fundación de Televisión Nacional de Chile y de la revista de literatura infantil Colibrí.
Durante su trayectoria profesional recibió varios reconocimientos a su labor periodística, entre ellos el Premio Lenka Franulic en 1970 por su trayectoria y el Premio John Reitemeyer de periodismo científico otorgado por la Sociedad Interamericana de Prensa por el Periodismo Científico.
Su esposo era Igor Saavedra Gatica, Premio Nacional de Ciencias de Chile.
Su primera publicación en el mundo de la narrativa fue con El puma de 1969, el que obtuvo críticas mixtas; por otro lado, dentro de su trabajo literario ha incursionado en la poesía, cuento, ensayo y antologías, entre ellas El mundo de Amado de 1992, donde realizó una antología juvenil de leyendas indígenas presentes en Tierra del Fuego. Por otro lado, en 2002 el International Board on Books for Young People seleccionó tres cuentos de su autoría presentes en El gatito que no sabía ronronear y otros cuentos como lo mejor de 2001.

## Obras
- El puma (1969).
- Conversaciones con el Profesor Zahvedruz.
- Los cometas y la gravitación universal.
- Lo cuenta el Cono Sur: mitos de nuestra tierra.

En coautoría
- Aguas oscuras.
- Cuentos cortos de la tierra larga.
- El mundo de Amado (1992), recopilación de leyendas indígenas.
- Lo cuenta el Cono Sur.
- El mar encantado.
- El gatito que no sabía ronronear y otros cuentos con ilustraciones de Andrés Jullian.
- Baile de primavera (1995) con ilustraciones de Andrés Jullian.
- Mitos y leyendas de nuestra América.
- Cuentos del fin del mundo.
- Los cometas y la gravitación: el hechizo del Halley (serie de entrevistas).